# John Lewis Gaddis
John Lewis Gaddis, né en 1941, est un professeur d'université et un essayiste américain connu pour ses travaux de recherches sur la guerre froide et la grande stratégie et a été salué comme le « doyen des historiens de la guerre froide » par le New York Times. Gaddis est également le biographe officiel de George F. Kennan, homme d'État américain important du XXe siècle. Sa biographie George F. Kennan: An American Life (2011) remporte le prix Pulitzer 2012 dans la catégorie biographie et autobiographie.

## Biographie

### Jeunesse et formation
Gaddis est né à Cotulla, au Texas, en 1941, il est le fils de Harry P. Gaddis et d'Isabel M. Gaddis. Après ses études secondaires il est accepté à l'Université du Texas à Austin, où il a obtenu son Bachelor of Arts (licence) en 1963, son Master of Arts (mastère 2) en 1965 et en 1968, il soutient avec succès sa thèse de doctorat (Ph.D) sous la direction de Robert Divine. Gaddis a ensuite enseigné brièvement à l'Indiana University Southeast (en), avant d'être embauché comme maître assistant par l'Université de l'Ohio en 1969, où il a fondé et dirigé le Contemporary History Institute (en), et a été nommé professeur émérite en 1983.

### Carrière
Au cours des années universitaires 1975-1977, Gaddis est professeur invité de stratégie au Naval War College. Au cours de l'année universitaire 1992–93, il est professeur invité à tenir la chaire Harold Vyvyan Harmsworth d'histoire américaine l'université d'Oxford (Harold Vyvyan Harmsworth Professor of American History (en)). Il est  également professeur invité à l'Université de Princeton et à l'Université d'Helsinki. Il a été président de la Society for Historians of American Foreign Relations (en)(SHAFR) en 1992.
En 1997, il est embauché par l’Université Yale où il devient titulaire de la chaire Robert A. Lovett d'histoire militaire et navale. 
Au cours de l'année universitaire 2000-2001, Gaddis il devient professeur titulaire de la chaire George Eastman à l'université d'Oxford, il est le second universitaire, après Robin Winks, à avoir l'honneur d'être à la fois professeur titulaire de la chaire Eastman et celle de Harmsworth. 
En 2005, il reçoit la National Humanities Medal. Il siège au comité consultatif du  Cold War International History Project (en) lancé par le  Woodrow Wilson International Center for Scholars qu'il a contribué à mettre en place en 1991,.
Gaddis est également connu pour ses relations étroites avec George F. Kennan et son épouse, que Gaddis a décrites comme « mes compagnons ». Sa biographie George F. Kennan: An American Life (2011) remporte le prix Pulitzer 2012 dans la catégorie biographie,,,.   

#### Contribution à l'étude de la guerre froide
John Lewis Gaddis est probablement l'historien le plus connu de langue anglaise spécialiste de la guerre froide. Depuis 1972, il a publié une dizaine de livres et un grand nombre d'articles sur l'histoire globale de la guerre froide ou sur certains de ses aspects. Gaddis est connu pour soutenir que la personnalité et le rôle dans l'histoire de Joseph Staline constituent l'une des causes principales de la guerre froide. Dans le domaine de l’histoire diplomatique américaine, il est initialement associé au courant post-révisionniste, qui vise à dépasser les interprétations orthodoxes et révisionnistes des origines de la guerre froide, en tirant parti de la disponibilité nouvelle d'archives gouvernementales provenant des États-Unis, de l'ex-Union soviétique et d'autres États de l'Ouest ou de l'Est. En raison de sa focalisation croissante sur Staline et de son penchant pour le nationalisme américain, Gaddis est maintenant largement considéré comme plus orthodoxe que post-révisionniste. Le révisionniste Bruce Cumings a un débat de haut niveau avec Gaddis dans les années 1990, dans le cadre duquel il le critique pour son moralisme et son manque d'objectivité,.
Son ouvrage le plus célèbre est sans doute  Strategies of Containment, publié en 1982 et mis à jour en 2005, qui analyse en détail la théorie et la pratique de la politique d'endiguement du communisme (en anglais Containment) qui avait été mise en œuvre contre l'Union soviétique par les présidents des États-Unis durant la guerre froide. Publiée en 1983, sa synthèse du courant post-révisionniste d'étude de la guerre froide est aussi devenue une référence pour guider les recherches ultérieures sur la guerre froide,,.
Son livre We Now Know: Rethinking Cold War History, publié en 1997, présente une analyse de la guerre froide depuis ses débuts jusqu'à la crise des missiles de Cuba de 1962. Il intègre de nouveaux éléments d'archives provenant du bloc soviétique. Un autre historien, Melvyn P. Leffler, considère que cet ouvrage est susceptible de « définir les paramètres d'une toute nouvelle génération de chercheurs ». Il est également salué comme la « première tentative cohérente et soutenue d'écrire l'histoire de la guerre froide depuis sa fin ». Leffler observe aussi que le trait le plus distinctif de We Now Know est la mesure dans laquelle Gaddis « abandonne le post-révisionnisme pour revenir à une interprétation plus traditionnelle de la guerre froide »,.
L'ouvrage The Cold War: A New History de 2005, qualifié par John Ikenberry de « vision panoramique merveilleusement écrite de la guerre froide, pleine d’illuminations et de jugements judicieux » et décrit « comme un examen de l’histoire et des effets de la guerre froide avec davantage de recul qu’il n’avait été possible auparavant », a valu à Gaddis le prix du livre Harry S. Truman 2006,,. D'autres sont plus critiques critiques, comme Tony Judt qui estime que le livre se résume à « une histoire de la guerre froide en Amérique: telle que vue de l'Amérique, telle qu'elle a été vécue en Amérique et racontée de la manière la plus agréable pour de nombreux lecteurs américains ».
Après s'être interrogé sur la capacité du président George W. Bush à mener une stratégie de politique étrangère il a reconnu qu'il existait une "doctrine Bush" dans la continuité de l'histoire américaine,.
Publiée en 2011, sa biographie de George Kennan, George F. Kennan: An American Life, reçoit plusieurs prix dont le Pulitzer.
Son livre On Grand Strategy publié en 2018 comprend dix essais sur une période très étendue, de la Perse antique à la guerre froide, qui analysent les échecs et les succès d'une « Grand Strategy » politique et militaire. L'ouvrage s'appuie sur des travaux d'enseignement de Gaddis à Yale dans le cadre du séminaire « Studies in Grand Strategy »,,.

## Œuvres

### Essais
- The United States and the Origins of the Cold War, 1941-1947, Columbia University Press, 1 janvier 1972, rééd. 3 janvier 2001, 420 p. (ISBN 9780231122399, lire en ligne),
- Russia, the Soviet Union, and the United States : An Interpretive History, McGraw-Hill, 1 janvier 1978, rééd. 1 janvier 1990, 404 p. (ISBN 9780075572589, lire en ligne),
- Strategies Of Containment : A Critical Appraisal Of Postwar American National Security Policy, Oxford University Press, USA, janvier 1982, rééd. 4 février 1982, 452 p. (ISBN 9780195030976, lire en ligne),
- co-écrit avec Terry L. Deibel,, Containing the Soviet Union : A Critique of Us Policy, Brassey's Inc, 1er juillet 1987, 272 p. (ISBN 9780080349473, lire en ligne),
- The Long Peace : Inquiries Into the History of the Cold War, Oxford University Press, USA, 1 janvier 1987, rééd. 2 février 1989, 352 p. (ISBN 9780195043358, lire en ligne),,
- The Cold War : A New History, Penguin Books, 29 décembre 2005, rééd. 26 décembre 2006, 376 p. (ISBN 9780143038276, lire en ligne),
- The United States and the End of the Cold War : Implications, Reconsiderations, Provocations, Oxford University Press, USA, 4 juin 1992, 328 p. (ISBN 9780195052015, lire en ligne),
- We Now Know : Rethinking Cold War History, Clarendon Press, 1997, rééd. 9 juillet 1998, 448 p. (ISBN 9780198780717),
- The Landscape of History : How Historians Map the Past, Oxford University Press, USA, 14 novembre 2002, rééd. 8 avril 2004, 192 p. (ISBN 9780195066524),
- Surprise, Security, and the American Experience, Harvard University Press, 23 mars 2004, 168 p. (ISBN 9780674011748, lire en ligne),
- (en) George F. Kennan : An American Life, New York, Penguin Press, 10 novembre 2011, 800 p. (ISBN 9781594203121),
- On Grand Strategy, Penguin Press/Penguin Group (USA), 3 avril 2018, 368 p. (ISBN 9781594203510),

#### Traductions en français
- La Guerre froide [« The Cold War: A New History »]  (trad. de l'anglais par John Edwin Jackson), Paris/58-Clamecy, Les Belles Lettres, 15 mars 2019, 368 p. (ISBN 9782251449173)
- De la grande stratégie [« On Grand Strategy »]  (trad. de l'anglais par John Edwin Jackson), Paris/58-Clamecy, Les Belles Lettres, 2020, 360 p. (ISBN 978-2251451091)

### Articles
- « Was the Truman Doctrine a Real Turning Point? », Foreign Affairs, Vol. 52, No. 2,‎ janvier 1974, p. 386-402 (17 pages) (lire en ligne),
- « Containment: A Reassessment », Foreign Affairs, Vol. 55, No. 4,‎ juillet 1977, p. 873-887 (15 pages) (lire en ligne),
- « NSC 68 and the Soviet Threat Reconsidered », International Security, Vol. 4, No. 4,‎ printemps 1980, p. 164-176 (13 pages) (lire en ligne),
- « Containment: Its Past and Future », International Security, Vol. 5, No. 4,‎ printemps 1981, p. 74-102 (29 pages) (lire en ligne),
- « The Emerging Post-Revisionist Synthesis on the Origins of the Cold War », Diplomatic History, Vol. 7, No. 3,‎ été 1983, p. 171-190 (20 pages) (lire en ligne),
- « The Rise, Fall and Future of Détente », Foreign Affairs, Vol. 62, No. 2,‎ hiver 1983, p. 354-377 (24 pages) (lire en ligne),
- « The American Conception of National Security and the Beginnings of the Cold War, 1945-48: Comments », The American Historical Review, Vol. 89, No. 2,‎ avril 1984, p. 382-390 (9 pages) (lire en ligne),
- « The Corporatist Synthesis: A Skeptical View », Diplomatic History, Vol. 10, No. 4,‎ 1986, p. 357-362 (6 pages) (lire en ligne),
- « The Long Peace: Elements of Stability in the Postwar International System », International Security, Vol. 10, No. 4,‎ printemps 1986, p. 99-142 (44 pages) (lire en ligne),
- « Expanding the Data Base: Historians, Political Scientists, and the Enrichment of Security Studies », International Security, Vol. 12, No. 1,‎ été 1987, p. 3-21 (19 pages) (lire en ligne),
- « Containment and the Logic of Strategy », The National Interest, No. 10,‎ hiver 1987-1988, p. 27-38 (12 pages) (lire en ligne),
- « Intelligence, Espionage, and Cold War Origins », Diplomatic History, Vol. 13, No. 2,‎ printemps 1989, p. 191-212 (22 pages) (lire en ligne),
- « New Conceptual Approaches to the Study of American Foreign Relations: Interdisciplinary Perspectives », Diplomatic History, Vol. 14, No. 3,‎ été 1990, p. 405-423 (19 pages) (lire en ligne),
- « Toward the Post-Cold War World », Foreign Affairs, Vol. 70, No. 2,‎ printemps 1991, p. 102-122 (21 pages) (lire en ligne),
- « The Cold War, the Long Peace, and the Future », Diplomatic History, Vol. 16, No. 2,‎ printemps 1992, p. 234-246 (13 pages) (lire en ligne),
- « International Relations Theory and the End of the Cold War », International Security, Vol. 17, No. 3,‎ hiver 1992-1993, p. 5-58 (54 pages) (lire en ligne),
- « The Tragedy of Cold War History », Diplomatic History, Vol. 17, No. 1,‎ hiver 1993, p. 1-16 (17 pages) (lire en ligne),
- « The post-Cold War world: finding a theme », New Zealand International Review, Vol. 21, No. 2,‎ mars/avril 1996, p. 2-9 (8 pages) (lire en ligne),
- « On Moral Equivalency and Cold War History », Australasian Journal of American Studies, Vol. 15, No. 1,,‎ juillet 1996, p. 3-19 (17 pages) (lire en ligne),
- « History, Theory, and Common Ground », International Security, Vol. 22, No. 1,‎ été 1997, p. 75-85 (11 pages) (lire en ligne),
- « Bush as Strategist », Foreign Policy, No. 135,‎ mars-avril 2003, p. 6+8+10+12 (4 pages) (lire en ligne),
- « George F. Kennan: The Qualities of Greatness », The Princeton University Library Chronicle, Vol. 66, No. 2,‎ hiver 2005, p. 285-294 (10 pages) (lire en ligne),

## Prix et récompenses
- 1973 : lauréat du Prix Stuart L. Bernath décerné par la Society for Historians of American Foreign Relations, pour son essai The United States and the Origins of the Cold War[31],[1],
- 1973 : lauréat du prix Bancroft décerné par l'université Columbia de New York, pour son essai The United States and the Origins of the Cold War[32],
- 1980 : boursier du Programme Fulbright pour suivre un séjour d'études en Finlande[33],[34],
- 1983 : réception au titre de professeur émérite par l’université de l'Ohio[35],
- 1986 : boursier de la fondation John-Simon-Guggenheim[36],
- 1993 : boursier Whitney H. Shepardson, bourse attribuée par le Council on Foreign Relations[37],
- 1996 : boursier du Programme Fulbright pour suivre un séjour d'études en Pologne[34],
- 2005 : récipiendaire de la National Humanities Medal décernée par la Fondation nationale pour les sciences humaines[8],
- 2006 : lauréat du prix du livre Harry Truman, décerné par l'Institut Harry Truman pour son essai The Cold War: A New History[38],
- 2011 : lauréat du National Book Critics Circle Award décerné par le National Book Critics Circle (NBCC) pour sa biographie George F. Kennan: An American Life[39],
- 2012 : lauréat de American History Book Prize décerné par la New-York Historical Society pour sa biographie George F. Kennan: An American Life[40],
- 2012 : lauréat du prix Pulitzer pour sa biographie George F. Kennan: An American Life[41],

## Compléments